# 8485 Satoru
8485 Satoru eller 1989 FL är en asteroid i huvudbältet som upptäcktes den 29 mars 1989 av den japanska astronomen Tsutomu Seki vid Geisei-observatoriet. Den är uppkallad efter den japanske astronomen Satoru Honda fru Satoru Honda.
Asteroiden har en diameter på ungefär 6 kilometer.